# ケイラインロジスティックス
ケイラインロジスティックス株式会社（英文名称："K" LINE LOGISTICS, LTD.　略称KLL）
は、東京、ニューヨーク、ロンドン、上海、バンコクなど国内外80カ所以上のネットワークを保有する、日本発祥の国際航空・海上貨物フォワーダーである。

## 主力事業
- 航空貨物の輸出入業務の代行業
- 海上貨物の輸出入業務の代行業
- 通関業
- 航空代理店業務
- 第一種利用運送事業
- 第二種利用運送事業
- 損害保険代理業務
- 不動産賃貸業務
- 前述に付帯関連する事業

## 会社概要
ケイラインロジスティックス（KLL）は、川崎汽船グループの物流中核企業である。元々は飯野海運の子会社「飯野航空サービス」として発足、後に川崎汽船グループとなって1969年に「川崎航空サービス」（"K" LINE AIR SERVICE 　略称：KLAS）に改称した。このため、飯野ビル建替え前までは飯野海運の本社と同じ場所が登記上の本店所在地であった。その後航空貨物の取扱を主力業務に成長し、2006年7月には同じ川崎汽船グループの海上貨物フォワーダー・株式会社ケイロジスティックス（川崎汽船系の港湾運送業者ダイトーコーポレーションおよび日東物流の海上貨物フォワーダー部門を分離・統合して設立された会社）を吸収合併して現社名に変更、海上貨物・総合物流の強化拡大を図っている。

## 沿革
- 2006年7月 - 川崎航空サービス株式会社は株式会社ケイロジスティックスを合併、ケイラインロジスティックス株式会社に商号変更
- 2007年
  - 9月 - 静岡出張所を開設
  - 10月 - 本店を東京都港区芝浦3丁目7番9号に移転
- 2008年
  - 2月 - 岐阜出張所を開設
  - 8月 - 長野営業所を開設
- 2009年
  - 3月 - インドのムンバイ事務所を開設
  - 5月 - 川崎営業所・横浜営業所が統合し、京浜営業所へ名称変更
- 2010年
  - 10月 - 羽田空港出張所を開設
  - 12月 - 京浜地区事務所を統合
- 2011年
  - 1月 - 京都出張所を開設
  - 3月 - 新本社ビルが竣工（KLL日本橋ビル）
  - 5月 - ベトナム現地法人を設立
  - 8月 - 米国現地法人シカゴ支店、シンシナティー事務所を開設
- 2012年6月 - 中国現地法人2支店（深圳支店、広州支店）、2営業所（天津営業所、厦門営業所）開設
- 2014年4月 - ベトナム現地法人のハイフォン支店を設立
- 2015年
  - 3月 - ミャンマー現地法人を設立
  - 4月 - 米国現地法人のシャーロット事務所を開設
  - 10月 - 米国現地法人のシカゴ支店、シンシナティー事務所がレキシントンへ移転
  - 11月 - 関西支店の3事務所が統合
- 2017年4月 - メキシコ現地法人のイラプアト事務所を開設
- 2018年
  - 8月 - 芝浦営業所が日本橋本社へ移転統合
  - 11月 - タイ現地法人　バンコク地区ドンムアン事務所を開設
  - 11月 - メキシコ現地法人のケレタロ事務所を開設
- 2019年
  - 6月 - 米国現地法人のハンツビル営業所を開設
  - 9月 - 英国現地法人のハンガリー駐在員事務所を開設
- 2021年
  - 5月 - タイ現地法人のレムチャバン事務所を開設
  - 10月 - シンガポール現地法人の本社を移転
  - 12月 - 成田カスタマーサービスセンターを開設
  - 12月 - 原木ロジスティックスセンターを原木物流センターへ移転
  - 12月 - 本社を中央区晴海へ移転
- 2022年
  - 5月 - ミャンマー現地法人 ヤンゴン本社を移転
  - 6月 - 中国現地法人の大連支店を移転
  - 12月 - アメリカ現地法人のSAN DIEGO営業所を移転
- 2023年
  - 2月 - 中国現地法人のQINGDAO支店を移転
  - 5月 - 香港現地法人の金鐘事務所を開設
  - 9月 - 中国現地法人の武漢事務所を開設
  - 9月 - アメリカ現地法人のフェニックス営業所を開設
  - 10月 - メキシコ現地法人のMEXICO CITY本社を移転
  - 12月 - オランダ代理店のLGI Netherlands B.V. ROTTERDAM事務所をDORDRECHTへ移転。広島営業所を開設。インドネシア現地法人のJAKARTA本社を移転

## 実績
2013年2月に、千葉県里山条例（2003年制定）に基づく里山活動協定及び森林整備によるCO2吸収量について千葉県から認定書の交付を受ける。
2020年10月に、日本政府が支援する「ヤンゴン―マンダレー鉄道整備計画（フェーズ1）」で日本からミャンマーへの新車鉄道車両の全24両の輸送を担当。

## 主な出来事
2009年3月18日、同業11社と共に、私的独占の禁止及び公正取引の確保に関する法律（独占禁止法）第3条（不当な取引制限）の規定に違反する行為（航空貨物カルテル）を行ったとして、公正取引委員会より排除措置命令および課徴金納付命令を受けた。
2015年5月29日、東京税関よりAEO（Authorized Economic Operator）制度に基づく「認定通関業者」の認定を受けたが、不祥事により2018年12月26日に自主返納し、失効している。
2020年6月17日、国内7拠点（日本橋本社、原木分室・原木ロジスティックスセンター、 名古屋支店、中部国際空港営業所、岐阜営業所、関西国際空港営業所、神戸営業所）にて、2018年度版AS9120（航空宇宙防衛品質マネジメントシステム規格）認証を取得。
2023年5月4日、GDP（医薬品の適正流通基準）認証を取得。同年6月25日には、ISO9001;2015の認証を取得。

## 事業所
主な事業所は以下の通り。
- 本社 - 晴海
- 支店 - 名古屋、関西
- 営業所 - 京浜（横浜）、立川、北関東（太田市）、長野（松本市）、新千歳空港、成田国際空港、中部国際空港、岐阜（各務原市）、神戸、関西国際空港、福岡、成田カスタマーサービスセンター、原木物流センター
- 出張所 - 新潟（三条市）、静岡
- 海外在勤・駐在・現地法人等 - ニューヨーク、アトランタ、シャーロット、ハンツビル、シカゴ、コロンバス、レキシントン、リンカーン、ダラス、マッカレン、ロサンゼルス、サンディエゴ、サンフランシスコ、シアトル、メキシコシティ、モンテレイ、イラプアト、ケレタロ、サンパウロ、サンティアゴ、リマ、ロンドン、ブダペスト、パリ、フランクフルト、アムステルダム、ジャカルタ、スラバヤ、メルボルン、マニラ、ホーチミンシティ、ハノイ、北京、天津、大連、青島、上海、香港、広州、深圳、台北、高雄、バンコク、チェンマイ、クアラルンプール、ジョホールバル、シンガポール他

## グループ会社
- ケイライントラベル株式会社